# 김지애 (가수)
김지애(金芝愛, 1962년 3월 10일 ~ )는 대한민국의 가수다.
- 1962년 3월 10일 서울특별시 출생으로 처음 초등학교 2학년 때 학교 추천으로 출전한 KBS《어린이 노래자랑》에서〈어머니의 은혜〉를 불러 대상을 수상할 정도로 노래를 잘 불렀다.

- 그리고 고등학교 때 오디션을 보고 난 후 미국으로 건너가 동포위문공연을 하면서 미8군 무대에서 활동하기 시작하였다.

- 이후 1983년에 대한민국으로 귀국한 김지애는 이미자의 소개로 대한민국의 톱 가수 이미자, 남진, 문주란, 하춘화 등의 히트곡을 만드는 대가였던 작곡가 박춘석과 만남을 가져 일명 박춘석 사단에 들어서게 되었다.

- 그 해 가수 백일희가 1950년대에 발표한 동명의 노래를 리메이크한 〈목포 부르스〉(1983, 박춘석) 로 가요계에 정식으로 데뷔하였다.

- 데뷔곡〈목포 부르스〉는 그다지 주목을 받지 못했으나 1986년에 박춘석의 작곡으로 이루어진 정통 트로트〈물레야〉(1986, 금나영/박춘석)가 처음으로 히트하면서 이름을 알리게 되면서 제 6회 KBS 가요대상의 여자 신인상의 후보로도 선정되었으며, MBC, KBS, CBS 라디오에서도 많이 방송된 곡(68회)으로 기록되었다.

- 〈물레야〉(1986, 금나영/박춘석),〈사나이라면〉(1987, 박춘석/[원곡:남진(1984)])의 히트로 인기가도를 달리던쯤, 1989년에는 군인사회를 풍자한 군대 구전가요를 차용해 전영록이 작사/작곡한〈얄미운 사람〉 (1989, 전영록/이경석 편)을 발표하였다.

- 김지애가 데뷔 때부터 불러온 정통트로트가 아닌 폭스트롯 계열에 도전한 곡〈얄미운 사람〉(1989, 전영록/이경석 편)은 발표와 동시에 최고의 가요를 선정하는 KBS 음악 프로그램 《가요 톱 10》에서 연속으로 5주간 1위를 차지하면서 골든컵을 수상하는 영광을 누리며 정상권에 진입, MBC 10대 가수상을 수상하게 되면서 스타덤에 올라 어느 때보다도 더 치열한 경쟁을 벌였다.

- 1990년 후반기에는 김동원 시인의 시에 이용이 작곡한〈몰래한 사랑〉(1990, 김동원/이용/이경석 편)도 인기를 얻으며《가요 톱 10》에서 5주간 1위를 차지하면서 골든컵을 수상하는 영광을 누리며 정상권에 진입 및 1위 기록, 각종 차트에서 1위를 하였다.

- 1992년에는 이농에 따른 농촌현실의 세태를 풍자한 가사로 이루어진〈남남북녀〉(1992, 김병걸/박현진)는 KBS 노래말 대상의 후보까지 올랐다.

- 이처럼 데뷔 이후 꾸준히 상승세를 이어가면서 1994년에 방송인 권오규와 결혼하였다.

- 그러나 열심히 앨범을 발표하며 활동을 하던 김지애는 1997년에 미국 하와이의 한 호텔에서 부부싸움을 하다가 사고를 당해 이혼하면서 자취를 감추었다.

- 이 사건 이후의 근황은 알려지지 않고 김지애는 잠정 은퇴하였다가 2000년에 복귀하였지만 반응이 적어 잠깐 활동하다 그만두었고 7년 뒤 2008년 여유만만에 출연하여 그간의 심정을 밝혔다.

- 2015년 가수 나훈아가 2005년에 본인이 발표한 <홍시> (2005, 나훈아/[노래:나훈아])의 원곡인 <석류가 웃는 이유> (1992  나훈아/[노래:나훈아], 1995, 나훈아/[리메이크 곡:홍시(2005)])란 나훈아가 92년에 발표한 김지애가 95년에 리바이벌 한 곡을 가지고 다시 재 녹음 해서 발표했다.

- 이 노래로 다시 활동 재기를 하였고, 그 외에도 본인 히트곡들을 재 녹음해서 활동 중이다.

## 학력
- 덕성여자고등학교 (졸업)

## 가수활동
- 2015년 <석류가 웃는 이유> (재 녹음)
- 1996년 <미스김은 알았네>
- 1995년 <하얀사랑>
- 1992년 <떠난 남자> <쓸쓸한 여자 아니야> <말테우리>
- 1991년 <미스터 유> <남남북녀>
- 1990년 <몰래한 사랑> <인생이련만>
- 1989년 <얄미운 사람> <방배동의 밤>
- 1988년 <무명초> <벙어리뻐꾸기>
- 1987년 <사나이라면> <실거리 꽃>
- 1986년 <물레야> <밤 깊은 서초동>
- 1984년 <목포 부르스> <잃어버린 창가>

## 수상 경력
- 1991년 제1회 남인수가요제 최우수여자가수상
- 1990년 MBC 10대 가수상, KBS 올해의 가수상 여자 우수상, KBS 가요톱10 골든상

### 가요 프로그램 1위
| 연도            | 수상 내역 (총 16회) |
| --------------- | --- |
| 1989년 (총 1회) | - 얄미운 사람 (총 1회) - 12월 24일 KBS 《가요톱텐》 1위 |
| 1990년 (총 9회) | - 얄미운 사람 (총 9회) - 1월 7일 KBS 《가요톱텐》 1위 - 1월 14일 KBS 《가요톱텐》 1위 - 1월 17일 MBC 《쇼네트워크》 1위 - 1월 21일 KBS 《가요톱텐》 1위 - 1월 24일 MBC 《쇼네트워크》 1위 - 1월 28일 KBS 《가요톱텐》 1위 (5주 연속) (골든컵) - 1월 31일 MBC 《쇼네트워크》 1위 - 2월 7일 MBC 《쇼네트워크》 1위 - 2월 14일 MBC 《쇼네트워크》 1위 (5주 연속) |
| 1991년 (총 6회) | - 몰래한 사랑 (총 6회) - 1월 13일 KBS 《가요톱텐》 1위 - 1월 20일 KBS 《가요톱텐》 1위 - 1월 25일 MBC 《여러분의인기가요》 1위 - 1월 27일 KBS 《가요톱텐》 1위 - 2월 3일 KBS 《가요톱텐》 1위 - 2월 10일 KBS 《가요톱텐》 1위 (5주 연속) (골든컵) |